# Euro Hockey Tour 2013/2014
Euro Hockey Tour 2013/2014 blir den artonde upplagan av Euro Hockey Tour. Lagen som var med är följande: Tjeckien, Finland, Ryssland och Sverige. 

## Turneringar

### Czech Hockey Games
Turneringen spelades i Pardubice, Tjeckien samt i Sankt Petersburg, Ryssland, mellan 29 augusti och 1 september 2013. Finland vann turneringen före Ryssland och Sverige.

### Karjala Tournament
Karjala Tournament 2013/2014 spelades 7-10 november 2013,  Finland, med en utbruten match, Tjeckien mot Sverige i Sverige. Finland vann turneringen för Ryssland och med Sverige på tredje plats.

### Channel One Cup
Channel One Cup 2012/2013 spelades i Ryssland, den 19 till 22 december 2013, med en utbruten match, Finland mot Tjeckien i Tjeckien. Tjeckien vann turneringen före Finland. Ryssland slutade trea.

### Oddset Hockey Games
Oddset Hockey Games 2013/2014 spelades i Stockholm, Sverige, 1 - 4 maj 2014, med en match i Helsingfors, Finland. Finland vann turneringen före Tjeckien. Sverige placerade sig på tredje plats.

## Tabell
Slutställning i Euro Hockey Tour 2013/2014. 
| Lag      | S  | V | VÖ | FÖ | F | GM | IM | P  |
| -------- | -- | - | -- | -- | - | -- | -- | -- |
| Finland  | 12 | 8 | 2  | 1  | 1 | 33 | 19 | 29 |
| Ryssland | 12 | 5 | 0  | 0  | 7 | 26 | 21 | 15 |
| Tjeckien | 12 | 4 | 1  | 1  | 6 | 16 | 31 | 15 |
| Sverige  | 12 | 3 | 2  | 1  | 6 | 26 | 30 | 13 |